# Porto di Gallipoli

Panorama dell'antico Porto di Gallipoli

A Gallipoli sono presenti 2 porti: uno antico nei pressi della Fontana greca e uno mercantile nella città vecchia.
Il porto antico ospita i pescherecci, chiamati paranze mentre il porto mercantile ospita navi di grandi dimensioni.
Nel XV sec. la città passa ai veneziani che iniziarono i lavori per edificare il porto - che fino a quel momento era solo un piccolo riparo per barche. Intorno al 1480, il porto di Gallipoli venne ristrutturato completamente dai Veneziani e successivamente passò in mano agli Aragonesi.

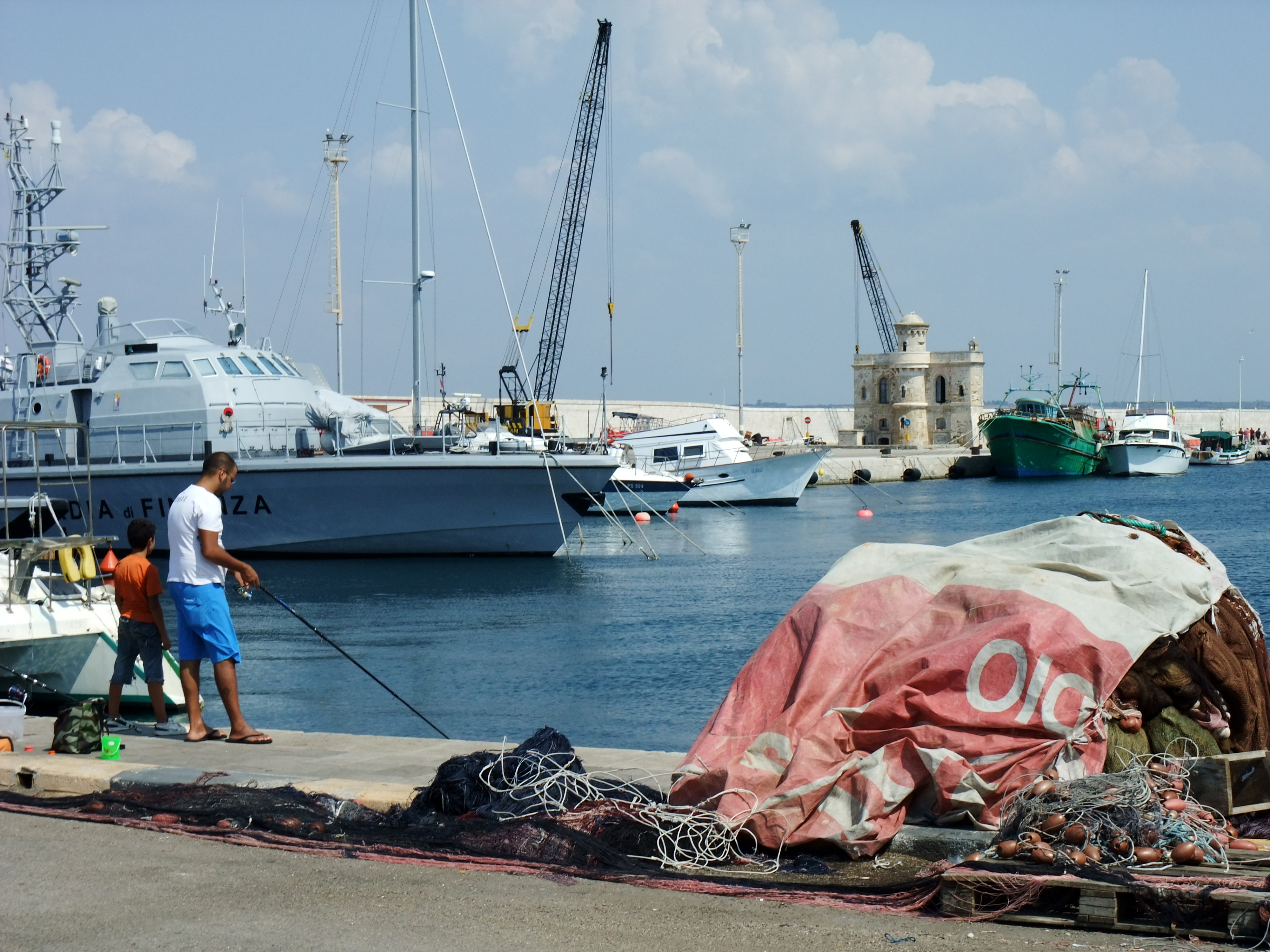
Particolare del porto

Ferdinando I di Borbone avviò la costruzione del porto che divenne nel Settecento la più importante piattaforma olearia del Mediterraneo per il commercio dell'olio per lampade (olio lampante). In quel periodo il porto divenne un punto di riferimento per il commercio soprattutto dell'olio lampante e del vino. Nel 1850 dopo ulteriori miglioramenti, divenne il porto più importante dell'area ionica del Salento. Gallipoli e il suo porto ebbero un'importanza fondamentale per il commercio dell'olio lampante. Dal suo porto partivano navi cariche di olio verso tutto il mondo. Tuttora risiedono in città i discendenti di famiglie genovesi, sarde, veneziane e napoletane di commercianti di olio che si spostarono a Gallipoli come gli Spinola, i Vallebona, i Calvi, ecc. Gran parte dell'olio prodotto o depositato nelle cisterne veniva venduto a Paesi esteri, i quali avevano rappresentanza in Gallipoli con propri vice consolati. In Gallipoli si ebbero fino al 1923 i consolati esteri di molte nazioni europee: Austria, Danimarca, Francia, Inghilterra, Impero ottomano, Paesi Bassi, Portogallo, Prussia, Russia, Spagna, Svezia e Norvegia, Turchia.  Il porto è protetto, dalle forti mareggiate, da due moli, il Molo Foraneo ed il Molo Tramontana. Inoltre nel porto arrivano navi che esportano in tutto il mondo cemento prodotto dalla ditta Colacem, il terzo produttore e distributore in Italia di cemento ed è la società capofila del Gruppo Financo.
Una moderna ristrutturazione si è avuta nel 1980 ed oggi il Porto Mercantile ha una estensione di 80 000 metri quadrati. Nel porto vi sono sedi della Capitaneria di Porto, Polizia di Stato squadra nautica, Guardia di Finanza, Agenzia delle Dogane e dei Monopoli.
Oggi è un importante fulcro commerciale e durante il periodo estivo diventa un importante scalo turistico per il Salento.
Tutti i giorni, al tramonto, le imbarcazioni rientrano nei porti per vendere il pesce pescato.
Presso il porto si svolge ogni anno la premiazione del Premio Barocco trasmesso in diretta dall'emittente televisiva RAI.

## 2013
Dopo una crisi di scambi che ha colpito il porto negli anni passati, nel 2013 vi è stato un aumento visibile di navi: queste hanno avuto degli scambi con l'Italia, nord Africa, Libia, Algeria e altre nazioni nel resto dell'Europa.
Sono stati registrati alcuni dati relativi all'esportazione di cemento di tonnellate pari a più di 200 000 tonnellate.